# Melanie Marquez

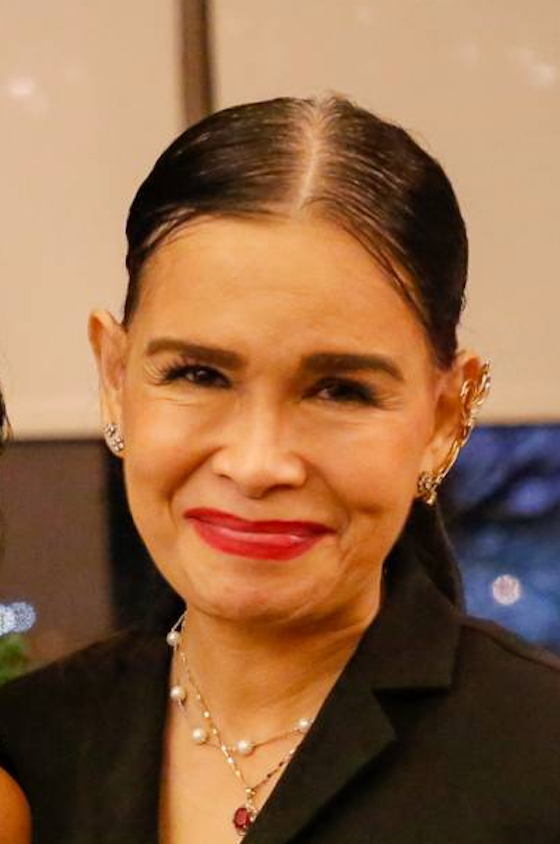
Marquez nel 2023

Mimilanie Laurel Marquez Lawyer, conosciuta principalmente come Melanie Marques (Mabalacat, 16 luglio 1964), è una modella e attrice filippina incoronata Miss International 1979.

## Carriera
La Marquez comincia a partecipare a vari concorsi di bellezza all'età di quindici anni, arrivando a vincere il concorso nazionale Binibining Pilipinas nel 1979. La vittoria a Binibining Pilipinas le consente di partecipare al prestigioso concorso internazionale Miss International, la cui vittoria le porterà fama e la proietterà verso una carriera di modella e attrice. 
Nel 1985 vince a New York il concorso Face of the 80s, si aggiudica il secondo posto in Supermodel nel 1986 e in Most Glamorous Woman in Italy, sempre nel 1986. Nel 2000 viene eletta la più bella Miss International della storia del concorso.
In patria, grazie a queste vittorie, Melanie Marquez diventa famosissima, al punto che nel 1987 viene girato un film biografico dal titolo The Untold Story of Melanie Marquez.. Diventerà successivamente conduttrice televisiva e produttrice cinematografica. In anni più recenti ha aperto una scuola per aspiranti modelle ed attrici.